# Live it up (lied van Crosby, Stills & Nash)
Live it up is een lied van Crosby, Stills & Nash. Ze brachten het in 1990 uit op een single met Chuck's lament op de B-kant. De single bereikte nummer 7 in de Rock Songs, de toplijst voor rockmuziek van Billboard. Ook verscheen het dat jaar als openingsnummer van het gelijknamige album Live it up.
Het is een elektronische rocker die werd geschreven door Joe Vitale; Vitale was er een jaar eerder ook al bij toen ze met Young het album American dream opnamen. De leadgitaar werd ter hand genomen door Stephen Stills en de leadzang kwam van Graham Nash. Daarnaast is er de samenzang waarmee de band bekend is geworden.
De strekking van de tekst is dat de zanger niet zoveel behoefte heeft aan luxe zaken. Hij hoeft geen miljonair te zijn, geen maatkleding te dragen en geen woning te hebben in Bel Air. Waar hij wel behoefte aan heeft, is de dag te plukken (to live it up).